# Kutch Lacuna
La Kutch Lacuna è una struttura geologica della superficie di Titano.